# Allhelluja
Allhelluja ist eine italienische Stoner-Rock-Band, die 2003 gegründet wurde. Ihre Musik lässt sich als Mischung aus Kyuss, Black Sabbath und Entombed beschreiben.

## Geschichte
Im Jahr 2003 gründeten Massimo Gajer und Stefano Longhi die Band. Bald stießen Roberto Gelli am Bass und Sänger Jacob Bredahl, der zu der Zeit auch noch bei Hatesphere sang, sowie bei Barcode Gitarre spielt, hinzu. Nach einigen Demos erschien im Mai 2005 ihr erstes Album namens Inferno Museum, welches überwiegend positive Bewertungen bekam. Es gab einige Angebote von bekannten Labels und sie unterzeichneten einen Vertrag mit Scarlet Records. Im September 2006 erschien das zweite Album Pain Is the Game, welches wieder im Musikstudio Smart 'n Hard von Sänger Bredahl aufgenommen wurde. Außerdem wurde Produzent Tue Madsen engagiert, der schon für Bands wie The Haunted, Sick of It All, Heaven Shall Burn und Mnemic produziert hatte. Das Coverartwork übernahm Chad Michael Ward, der unter anderem für seine düsteren Covers der Marilyn-Manson-Alben bekannt ist. Im November 2007 wurde bekanntgegeben, dass sich die Band wegen persönlicher Probleme vom Gitarristen Massimo Gajer getrennt hat. Ein neuer Gitarrist wird zurzeit nicht gesucht, in Zukunft werden die Songs wohl von Sessiongitarristen eingespielt. Derzeit arbeitet die Band am dritten Album Breath Your Soul, dessen Veröffentlichung für den Sommer 2008 geplant ist.

## Diskografie
- 2005: Inferno Museum
- 2006: Pain Is the Game
- 2009: Breath Your Soul